# Pau Torres Riba
Pau Torres Riba (Capellades, Barcelona, 4 de junio de 1987), más conocido como Pau Torres, es un futbolista español que juega como guardameta y su actual equipo es el Club Lleida Esportiu de la Segunda Federación.

## Trayectoria
Formado en las categoría inferiores del F. C. Barcelona llega al F. C. Barcelona "C" en la temporada 2006-2007. El descenso del F. C. Barcelona "B" a 3ª División lleva a la directiva culé a prescindir del equipo C por lo que Pau Torres pasa a formar parte del primer filial azulgrana bajo las órdenes de Pep Guardiola.
En la temporada 2008-2009 abandona La Masía para iniciar una larga carrera en la 2ªB en las filas del Terrassa F.C.. Posteriormente pasa por las filas de la U.E. Sant Andreu (2009-10), el C.D. San Roque de Lepe (2010-11) y de la A.D. Ceuta (2011-12).
En la temporada 2012-2013 llega al Lleida Esportiu donde se convierte en uno de los porteros más destacados de la categoría siendo básico tanto para Toni Seligrat como para Imanol Idiakez e ídolo de la grada local. Su principal cualidad es la seguridad bajos los palos.
Tras una amplia carrera en la 2ªB, el verano de 2015 consigue su primer contrato con un equipo de la Liga Adelante, el Deportivo Alavés, partiendo de rol de portero suplente, consiguiendo el ascenso 1ª División.
El 8 de julio de 2016 se confirma su fichaje por el Real Valladolid por dos temporadas, equipo al que llegó libre tras finalizar el contrato con el Deportivo Alavés. No llega a cumplir contrato y el 28 de julio de 2017 ficha por el FC Cartagena por dos temporadas.
El 28 de diciembre de 2021, firma por el Zamora CF de la Primera División RFEF.
El 14 de julio de 2022, firma por el Universidad Católica de Murcia Club de Fútbol de la Segunda División RFEF.

## Clubes
| Club                                          | País   | Año           | Partidos | Goles encajados |
| --------------------------------------------- | ------ | ------------- | -------- | --------------- |
| F. C. Barcelona "C"                           | España | 2006-2007     | -        | -               |
| F. C. Barcelona "B"                           | España | 2007-2008     | -        | -               |
| Terrassa Futbol Club                          | España | 2008-2009     | 2        | 3               |
| Unió Esportiva Sant Andreu                    | España | 2009-2010     | 2        | 5               |
| Club Deportivo San Roque de Lepe              | España | 2010-2011     | 36       | 31              |
| AD Ceuta                                      | España | 2011-2012     | 29       | 42              |
| Club Lleida Esportiu                          | España | 2012-2015     | 113      | 101             |
| Deportivo Alavés                              | España | 2015-2016     | 2        | 1               |
| Real Valladolid                               | España | 2016-2017     | 9        | 11              |
| FC Cartagena                                  | España | 2017-2018     | 28       | 19              |
| Club Lleida Esportiu                          | España | 2018-2021     | 83       | 76              |
| Zamora CF                                     | España | 2022          | 12       | 16              |
| Universidad Católica de Murcia Club de Fútbol | España | 2022-2023     | 38       | 2               |
| Club Esportiu Atlètic Lleida                  | España | 2023-Presente | 16       | 24              |